# Liste des préfets du Finistère
La liste des préfets du Finistère répertorie les préfets du département français du Finistère depuis sa création, le 3 mars 1800. Le siège de la préfecture se situe à Quimper.
Depuis le 21 août 2023, le préfet du Finistère est Alain Espinasse.

## Consulat et Premier Empire
| Période         | Période         | Identité                      | Fonction précédente                                                                    | Observation |
| --------------- | --------------- | ----------------------------- | -------------------------------------------------------------------------------------- | --- |
| 3 mars 1800     | non acceptant   | Pierre Jean Lévêque           | commissaire du gouvernement près l'administration centrale du Calvados                 | représentant du département du Calvados au Corps Législatif                                                                 |
| 4 avril 1800    | 23 janvier 1801 | François Charles Luce Didelot |                                                                                        | Passe à la préfecture de l'Allier                                                                                           |
| 23 janvier 1801 | 28 mars 1805    | François Joseph Rudler        | Employé à l'organisation des départements du Rhin                                      | Passe à la préfecture de la Charente                                                                                        |
| 28 mars 1805    | 12 février 1810 | Honoré-Gabriel de Miollis     | Commissaire du directoire exécutif près l'administration centrale des Bouches-du-Rhône | |
| 12 février 1810 | 12 mars 1813    | Louis Bouvier-Dumolart        | Auditeur au Conseil d'État Sous-préfet de Sarrebruck Préfet du Finistère               | Passe à la préfecture de Tarn-et-Garonne                                                                                    |
| 12 mars 1813    | 10 juin 1814    | André Pierre Étienne Abrial   | Commissaire général de police à Lyon                                                   | Maître des requêtes au Conseil d'État (Première Restauration) Préfet du Gers (Cent-Jours) Pair de France héréditaire (1829) |

## Première Restauration
| Période      | Période      | Identité                                                      | Fonction précédente                                 | Observation |
| ------------ | ------------ | ------------------------------------------------------------- | --------------------------------------------------- | --- |
| 10 juin 1814 | 28 mars 1815 | Athanase Marie Stanislas François-de-Sales Conen de Saint-Luc | Officier de marine Émigré Membre de conseil général | Préfet des Côtes-du-Nord (1816), Préfet du Lot (1822), Préfet de Loir-et-Cher (1823), Préfet de la Mayenne (1830), Député |

## Cent-Jours
| Période      | Période         | Identité           | Fonction précédente                                                   | Observation                                                                         |
| ------------ | --------------- | ------------------ | --------------------------------------------------------------------- | ----------------------------------------------------------------------------------- |
| 22 mars 1815 | non acceptant   | Camille de Tournon | Préfet de Rome                                                        | Refuse aussi la préfecture de l'Hérault Préfet de la Gironde (Seconde Restauration) |
| 6 avril 1815 | 14 juillet 1815 | Jean-Pierre Chazal | membre du Tribunat Préfet des Hautes-Pyrénées Préfet des Hautes-Alpes | Banni en Belgique de 1816 à 1830. Retraite en 1830                                  |

## Seconde Restauration
| Période         | Période           | Identité                                           | Fonction précédente                 | Observation                   |
| --------------- | ----------------- | -------------------------------------------------- | ----------------------------------- | ----------------------------- |
| 14 juillet 1815 | 10 février 1819   | Constant Marie Huchet de Cintré                    | Préfet des Côtes-du-Nord provisoire | Nommé Préfet de la Dordogne   |
| 10 février 1819 | 19 juillet 1820   | Joseph d'Arros                                     | Sous-préfet de Thionville           | Nommé Préfet de l'Aveyron     |
| 19 juillet 1820 | 2 janvier 1823    | Louis Jules Auguste des Rotours, baron de Chaulieu | Sous-préfet de Cherbourg            | Nommé Préfet de la Loire      |
| 2 mars 1823     | 22 septembre 1824 | Marquis Marie-Joseph de Foresta-Collongue          | préfet des Pyrénées-Orientales      | Nommé préfet de la Meurthe    |
| 16 octobre 1824 | 12 août 1830      | César Elzéar de Castellane-Majastre                | Sous-préfet de Béziers              | Destitué aux Trois Glorieuses |

## Monarchie de Juillet(1830-1848)
| Période           | Période         | Identité                                       | Fonction précédente                                          | Observation                                                                     |
| ----------------- | --------------- | ---------------------------------------------- | ------------------------------------------------------------ | ------------------------------------------------------------------------------- |
| 31 août 1830      | 18 janvier 1831 | Antoine Gaspard Louis, baron Rouillé d'Orfeuil | Était Préfet d'Eure-et-Loir pendant la première restauration | Demande 30 novembre 1830 sa retraite pour raison de santé. Nommé Préfet du Jura |
| 18 janvier 1831   | 14 mai 1831     | François Jacques Marc Auguste Billiard         | Secrétaire général du ministère de l'Intérieur               | Nommé préfet des Landes, non installé                                           |
| 14 mai 1831       | 12 mai 1832     | Charles Joachim Pellenc                        | Sous-préfet de Saint-Pol                                     | Nommé préfet de l'Isère                                                         |
| 8 juin 1832       |                 | Auguste-Ambroise Lepasquier ou Le Pasquier     | Secrétaire général de la Seine-Inférieure                    | Nommé Intendant civil à Alger                                                   |
| 21 septembre 1834 | 21 octobre 1836 | Thomas Louis Mercier                           | préfet de Vaucluse                                           | Nommé préfet de la Manche                                                       |
| 21 octobre 1836   | mars 1848       | Germain-Joseph Boullé                          | préfet de l'Aude                                             | Passe à la retraite                                                             |

## Préfets et commissaires du gouvernement de la Deuxième République (1848-1851)
| Période             | Période          | Identité                                | Fonction précédente                                                                                      | Observation |
| ------------------- | ---------------- | --------------------------------------- | --- | --- |
| 27 février 1848     | 30 mars 1848     | Hippolyte Yves Marie Tassel             | | Commissaire du gouvernement 27 février - 7 mars et 14 mars - 30 mars (23 avril 1848 : ) Représentant du Finistère |
| 7 mars              | 2 juin 1848      | Louis Adolphe Napoléon Robin de Morhery | Commissaire du gouvernement des Côtes-du-Nord                                                            | Commissaire du gouvernement (23 avril 1848 : ) Représentant du Finistère                                          |
| après 23 avril 1848 | 21 avril 1850    | Eugène de La Roëllerie                  | | Commissaire du gouvernement, délégué par Robin de Morhery                                                         |
| 19 octobre 1848     | 21 avril 1850    | Louis-Saturnin Brissot-Thivars          | Libraire-éditeur et journaliste. Directeur de la salubrité et de l'éclairage public de la ville de Paris | mort en fonction                                                                                                  |
| 11 mai 1850         | 11 décembre 1851 | Jean Auguste Bruno-Dévès                | préfet de la Vienne                                                                                      | Installé préfet en octobre 1850, il démissionne au coup d'État de 1851                                            |

## Préfets du Second Empire (1851-1870)
| Période          | Période          | Identité                           | Fonction précédente       | Observation               |
| ---------------- | ---------------- | ---------------------------------- | ------------------------- | ------------------------- |
| 13 décembre 1851 | 12 mars 1868     | Baron Charles Victor Louis Richard | Sous-Préfet de Morlaix    | Passe à la retraite       |
| 12 mars 1868     | 8 novembre 1869  | Alphonse Boby de la Chapelle       | préfet de la Haute-Vienne | Passe à la retraite       |
| 23 octobre 1869  | non installé     | Isidore Salles                     | préfet de l'Aube          | Nommé préfet du Haut-Rhin |
| 8 novembre 1869  | 1er février 1870 | baron Jean Hippolyte Ponsard       | préfet du Haut-Rhin       | Passe à la retraite       |
| 1er février 1870 | 6 septembre 1870 | Gustave-Léonard Pompon-Levainville | préfet de la Manche       | Passe à la retraite       |

## Préfets de la Troisième République (1870-1940)
| Période           | Période           | Identité                       | Fonction précédente                                                                      | Observation |
| ----------------- | ----------------- | ------------------------------ | ---------------------------------------------------------------------------------------- | --- |
| 5 septembre 1870  | 1er mars 1871     | Ernest Camescasse              | Conseiller général du Finistère                                                          | Nommé préfet de Loir-et-Cher                                                                                        |
| 25 mars 1871      | 13 avril 1876     | Armand Pihoret                 | préfet de l'Ariège (démissionne en septembre 1870)                                       | nommé préfet de la Loire                                                                                            |
| 13 mars 1876      | 7 janvier 1877    | Albert Souvestre               | préfet de la Côte-d'Or                                                                   | (1re période) Révoqué                                                                                               |
| 7 janvier 1877    | 19 mai 1877       | Jean Marie Felix Cottu         | préfet de Saône-et-Loire                                                                 | Nommé préfet du Cher                                                                                                |
| 19 mai 1877       | 14 décembre 1877  | Albert Souvestre               |                                                                                          | Réinstallé ; démission.                                                                                             |
| 18 décembre 1877  | 15 mars 1879      | Paul Dumarest                  | préfet de Basses-Pyrénées                                                                | Nommé préfet de la Dordogne                                                                                         |
| 15 mars 1879      | 23 septembre 1880 | Gilbert Le Guay                | préfet de la Haute-Savoie                                                                | Nommé préfet de la Corse                                                                                            |
| octobre 1880      | novembre 1880     | Cothereau                      | Secrétaire Général du Finistère                                                          | préfet intérimaire                                                                                                  |
| 17 novembre 1880  | 4 juillet 1882    | Léon Paul Lagrange de Langle   | préfet de la Sarthe                                                                      | Nommé préfet des Alpes-Maritimes                                                                                    |
| 4 juillet 1882    | 29 novembre 1883  | Jean Joseph Arthur Gragnon     | préfet de la Corse                                                                       | Nommé secrétaire-général de la Préfecture de Police de Paris                                                        |
| 29 novembre 1883  | 28 novembre 1885  | Émile Reboul                   | préfet de l'Indre                                                                        | Nommé préfet du Puy-de-Dôme                                                                                         |
| 28 novembre 1885  | 1er février 1887  | Henri Monod                    | préfet du Calvados                                                                       | Nommé directeur de l'Assistance public au ministère de l'intérieur et du culte                                      |
| 2 février 1887    | 18 octobre 1887   | Gabriel Bouffet                | préfet de la Vendée                                                                      | Nommé Secrétaire Général de la Seine                                                                                |
| 18 octobre 1887   | 12 février 1890   | Maurice Berniquet              | préfet du Cher                                                                           | Nommé préfet de la Gironde                                                                                          |
| 23 février 1890   | 13 septembre 1897 | Victor Proudhon                | Préfet de l’Aisne                                                                        | Nommé préfet d'Indre-et-Loire                                                                                       |
| 13 septembre 1897 | 16 juillet 1898   | Théodore Paul Viguié           | Préfet d'Indre-et-Loire                                                                  | Nommé préfet de la Haute-Garonne                                                                                    |
| 16 juillet 1898   | 26 septembre 1899 | Jean Louis Henri Arnaud        | Préfet de Saône-et-Loire                                                                 | Nommé préfet de l’Hérault                                                                                           |
| 26 septembre 1899 | 7 juillet 1906    | Henri Collignon                | Directeur du personnel et du secrétariat Préfet de l’Aveyron                             | Passe à la retraite, préfet honoraire Sera (1912) Secrétaire Général du Président de la République Raymond Poincaré |
| 30 juin 1906      | 10 octobre 1907   | François Joseph Ramonet        | Préfet de l’Aude                                                                         | Nommé préfet des Hautes-Alpes                                                                                       |
| 10 octobre 1907   | 10 juin 1909      | Eugène Allard                  | Préfet de la Haute-Loire                                                                 | Nommé préfet de l’Aisne                                                                                             |
| 10 juin 1909      | 22 novembre 1910  | Joseph Marie Giraud            | préfet du Tarn                                                                           | Nommé préfet de la Savoie                                                                                           |
| 16 décembre 1910  | 31 décembre 1913  | Auguste Marie Joseph Chaleil   | Préfet de l’Allier                                                                       | Nommé préfet de la Dordogne, sans suite Nommé préfet de Saône-et-Loire                                              |
| 1er janvier 1914  | 8 mai 1917        | Louis Thibon                   | Préfet de la Corse                                                                       | Nommé préfet du Gard                                                                                                |
| 8 mai 1917        | 19 juin 1917      | Joseph Thomas Maurice Hélitas  | préfet du Cantal                                                                         | Nommé préfet du Calvados                                                                                            |
| 19 juin 1917      | 15 décembre 1917  | Paul Jules Emile Second        | Préfet de l'Aude                                                                         | Nommé préfet des Basses-Pyrénées                                                                                    |
| 15 décembre 1917  | 19 novembre       | Marcel Maupoil                 | Préfet de Loir-et-Cher                                                                   | Maintenu aux armées, (Genebrier préfet interimaire) Nommé préfet des Basses-Pyrénées                                |
| 15 décembre 1917  | 19 novembre       | Pierre Claude Genebrier        | préfet du Vaucluse                                                                       | (1re période, interim pour Maupoil)                                                                                 |
| 19 novembre 1918  | non installé      | Pierre Marie Philippe Chocarne | Préfet de l’Aisne                                                                        | directeur au ministère des Régions libérées                                                                         |
| 20 novembre 1918  | 22 octobre 1920   | Pierre Claude Genebrier        |                                                                                          | (2e période, préfet) Nommé préfet du Loiret                                                                         |
| 22 octobre 1920   | 18 août 1921      | Adrien Marc Minier             | Préfet de la Haute-Savoie                                                                | Nommé préfet de Lot-et-Garonne                                                                                      |
| 18 août 1921      | 30 janvier 1925   | Joseph Marie Auguste Desmars   | Directeur de l'assistance et de l'hygiène publiques ; Conseiller d’État Préfet de l'Orne | préfet de la Seine-Inférieure                                                                                       |
| 30 janvier 1925   | 29 janvier 1929   | Georges Victor Jules Rischmann | Préfet du Cher                                                                           | Nommé préfet de la Marne                                                                                            |
| 29 janvier 1929   | 28 mai 1929       | Marie Denis Eugène Louis Mage  | Préfet de la Haute-Vienne                                                                | À la disposition du ministre pour les affaires algériennes                                                          |
| 29 mai 1929       | 4 août 1931       | Charles Eugène Victor Vatrin   | Préfet des Vosges                                                                        | À la disposition du ministre de l’Intérieur                                                                         |
| 4 août 1931       | 7 octobre 1932    | Edmond Marie L'Hommède         | Préfet de la Manche                                                                      | Mort en fonction |
| 13 octobre 1932   | 30 septembre 1937 | Charles Marie Etienne Larquet  | Préfet du Var                                                                            | Passe à la retraite                                                                                                 |
| 19 octobre 1937   | 17 septembre 1940 | Alexandre Angeli (1883-1962)   | Préfet du Calvados                                                                       | Nommé préfet du Rhône                                                                                               |

## Préfets du Régime de Vichy (1940-1944)
| Période           | Période          | Identité                                   | Fonction précédente    | Observation |
| ----------------- | ---------------- | ------------------------------------------ | ---------------------- | --- |
| 17 septembre 1940 | 23 décembre 1942 | Marie Alexandre Maurice George (1889-1960) | Préfet de la Sarthe    | conseiller maître à la cour des comptes |
| 23 décembre 1942  | 20 juillet 1943  | Louis Guillon (1887-1947)                  | Sous-préfet de Brest   | nommé préfet hors cadre Conseiller national de l'État français ; commissaire du gouvernement auprès de la corporation nationale paysanne directeur du cabinet du ministre de l'agriculture Pierre Cathala |
| 20 juillet 1943   | 24 janvier 1944  | Louis Dupiech (1900-1945)                  | Préfet de la Meuse     | Nommé préfet de l'Aveyron - Résistant, arrêté par la Gestapo, mort en mer pendant sa déportation |
| 24 janvier 1944   | 11 avril 1944    | Pierre Monzat (1886-1944)                  | Préfet des Deux-Sèvres | mort en fonction |
| 11 avril 1944     | 4 août 1944      | Stéphane Leuret                            | Sous-préfet de Brest   | (interim à la mort de Monzat) |

## Préfets et commissaires de la République duGPRFet de la Quatrième République (1944-1958)
| Période          | Période          | Identité                    | Fonction précédente                              | Observation                                                                                  |
| ---------------- | ---------------- | --------------------------- | ------------------------------------------------ | -------------------------------------------------------------------------------------------- |
| 14 août 1944     | 23 décembre 1947 | Aldéric Lecomte (1903-1949) | Ingénieur en chef des ponts et chaussées à Brest | (désigné pour le Finistère en mai 1944) préfet délégué puis préfet Nommé préfet de l'Hérault |
| 23 décembre 1947 | 18 mai 1950      | Max Emile Robert Martin     | Préfet du Calvados délégué                       | En congé, puis en retraite                                                                   |
| 18 mai 1950      | 27 août 1954     | Jean Laporte                | Préfet du Morbihan délégué                       | Nommé préfet de la Moselle                                                                   |
| 30 août 1954     | 15 mars 1958     | Jean Paul Marie Chapel      | Préfet de la Haute-Vienne                        | Nommé préfet de Constantine                                                                  |

## Préfets de la Cinquième République (depuis 1958)
| Période           | Période           | Identité                      | Fonction précédente | Observation |
| ----------------- | ----------------- | ----------------------------- | --- | --- |
| 9 juin 1958       | 27 mai 1959       | Marcel Camille Savreux        | Préfet de la Corse | Passe à la retraite |
| 27 mai 1959       | 1er août 1961     | Robert Andrieu                | Préfet de Bône | Nommé inspecteur général régional à Oran |
| 3 août 1961       | 12 juillet 1967   | Gabriel Eriau                 | directeur de la surveillance du territoire de l'ambassade de France au Maroc                                                                                                  | Nommé préfet du Pas-de-Calais |
| 12 juin 1967      | 31 décembre 1971  | Pierre Hosteing               | Préfet de Vaucluse | Nommé préfet des Hauts-de-Seine |
| 31 décembre 1971  | 13 juin 1974      | Pierre Denizot                | Préfet de l'Aube | Nommé préfet du Pas-de-Calais |
| 13 juin 1974      | 27 avril 1978     | François Bourgin              | Préfet du Val-d'Oise | Sera chargé d'inspection générale au ministère de l'environnement et de la qualité de la vie                                                         |
| 27 avril 1978     | 13 septembre 1978 | Henri Gevrey                  | Préfet de Vaucluse | Directeur de division au secrétariat général de la Défense Nationale                                                                                 |
| 13 septembre 1978 | 16 juillet 1981   | Pierre Jourdan                | Secrétaire Général de la préfecture d'Île-de-France | Nommé préfet du Val-d'Oise |
| 16 juillet 1981   |                   | Pierre Manière                | Préfet du Var | Nommé préfret de région Champagne-Ardenne, préfet de la Marne                                                                                        |
| 7 juillet 1983    | 26 juin 1985      | Hubert Blanc                  | Préfet des Vosges | Nommé Haut-commissaire de la République en Nouvelle-Calédonie                                                                                        |
| 1er août 1985     | 9 avril 1986      | Yves Bonnet                   | directeur de la surveillance du territoire préfet, représentant du gouvernement à Mayotte                                                                                     | Nommé préfet de Guadeloupe |
| 25 avril 1986     | 14 juillet 1988   | Bernard Grasset               | préfet de la Charente-Maritime | Nommé Haut-commissaire de la République en Nouvelle-Calédonie                                                                                        |
| 27 juillet 1988   | 12 novembre 1992  | Maurice Saborin               | Trésorier-payeur général de la Meuse | Nommé directeur des moyens gouvernementaux, des plans et de la sécurité au secrétariat général de la défense nationale                               |
| 17 novembre 1992  | 16 septembre 1996 | Christian Frémont (1942-2014) | Préfet de l'Ariège | Nommé préfet du Pas-de-Calais |
| 16 septembre 1996 | 15 juillet 1998   | Michel Morin                  | Préfet de la Haute-Savoie | Nommé préfet hors cadre, chargé de mission auprès du ministre de la Défense 2002 : préfet de la Loire                                                |
| 15 juillet 1998   | 28 septembre 2000 | Jean-Marc Rebière             | Préfet de l'Aisne | Nommé préfet des Hauts-de-Seine |
| 28 septembre 2000 |                   | Thierry Klinger               | Préfet de l'Eure | Préfet hors cadre, devient Directeur général de l'alimentation au ministère de l'Agriculture, de l'Alimentation, de la Pêche et des Affaires rurales |
| 5 mars 2003       | 7 juillet 2004    | Dominique Schmitt             | Préfet d'Indre-et-Loire | directeur général des collectivités locales au ministère de l'Intérieur                                                                              |
| 7 juillet 2004    | 3 juillet 2008    | Gonthier Friederici           | préfet de la Réunion | Passe à la retraite |
| 3 juillet 2008    | 16 novembre 2011  | Pascal Mailhos                | directeur de la modernisation et de l'administration territoriale au ministère de l'intérieur et adjoint au secrétariat général du ministre de l'Intérieur Bernadette Malgorn | Nommé préfet de région Bourgogne, préfet de la Côte-d'Or                                                                                             |
| 5 décembre 2011   | 27 février 2013   | Jean-Jacques Brot             | Préfet de la Vendée | Nommé Haut-commissaire de la République en Nouvelle-Calédonie                                                                                        |
| 26 février 2013   | 22 août 2016      | Jean-Luc Videlaine            | Préfet de la Haute-Savoie, mis hors cadre en 2010 | Nommé préfet du Var |
| 22 août 2016      | 24 août 2020      | Pascal Lelarge                | Préfet du Haut-Rhin | Nommé Préfet de la Corse |
| 24 août 2020      | 21 août 2023      | Philippe Mahé                 | Préfet affecté auprès du secrétaire général du ministère de l'Intérieur | Nommé Préfet du Var |
| 21 août 2023      | 28 avril 2025     | Alain Espinasse               | directeur de cabinet de la présidente de l’Assemblée nationale, Yaël Braun-Pivet                                                                                              | Il est mis fin, à sa demande, aux fonctions de préfet du Finistère                                                                                   |
| 28 avril 2025     | En cours          | Louis Le Franc                | haut-commissaire de la République en Nouvelle-Calédonie | |